# مزرعة طمرة
 مزرعة طمرة أو مزرعة تمرا أو طمرا هي إحدى القرى اللبنانية من قرى قضاء جزين في محافظة الجنوب.